# Rudolf Müller (Maler, 1802)

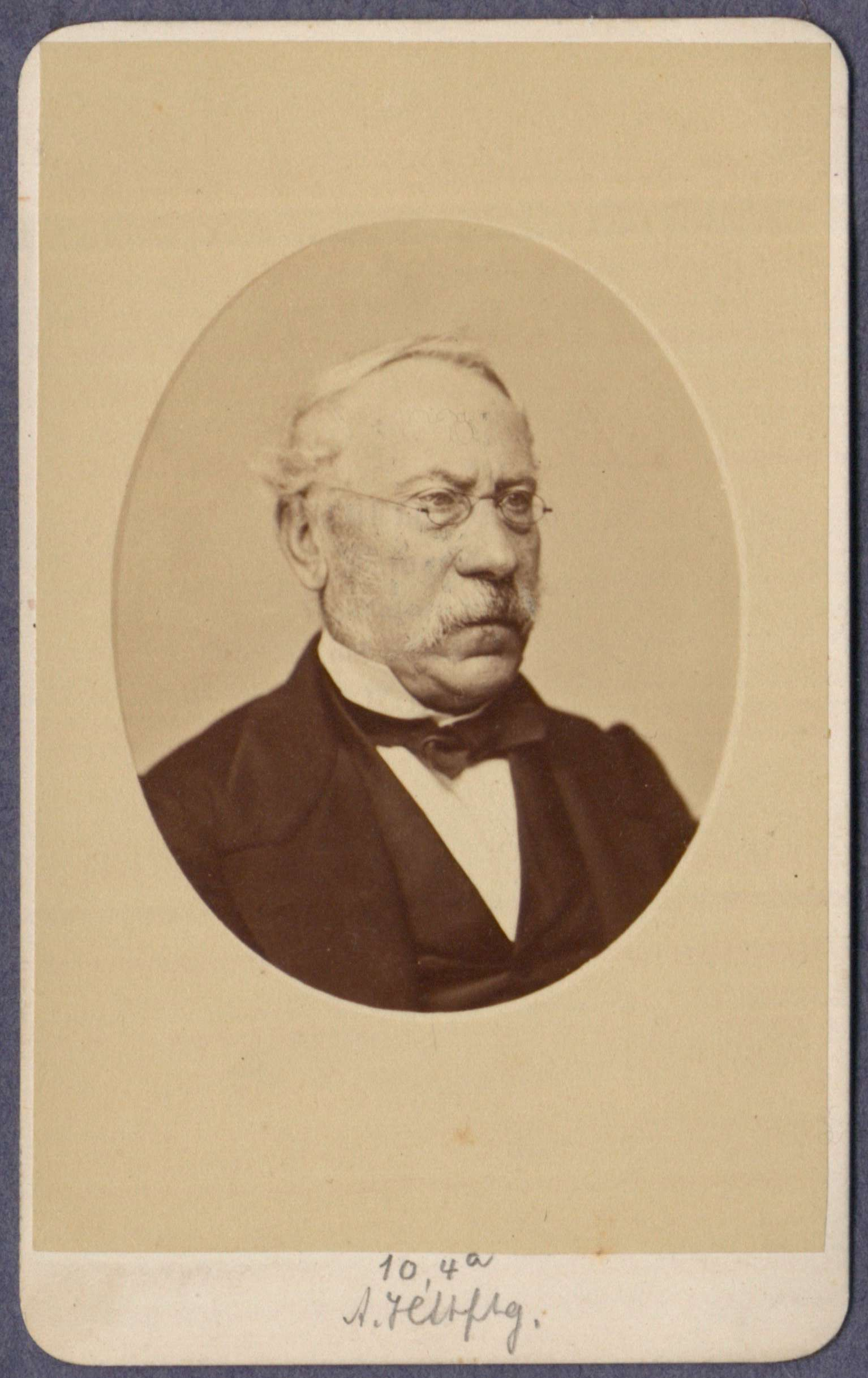
Rudolf Müller (zwischen 1865 und 1885)

Rudolf Müller (* 24. Juni 1802 in Basel; † 22. Februar 1885 in Rom) war ein Schweizer Landschaftsmaler.

## Leben

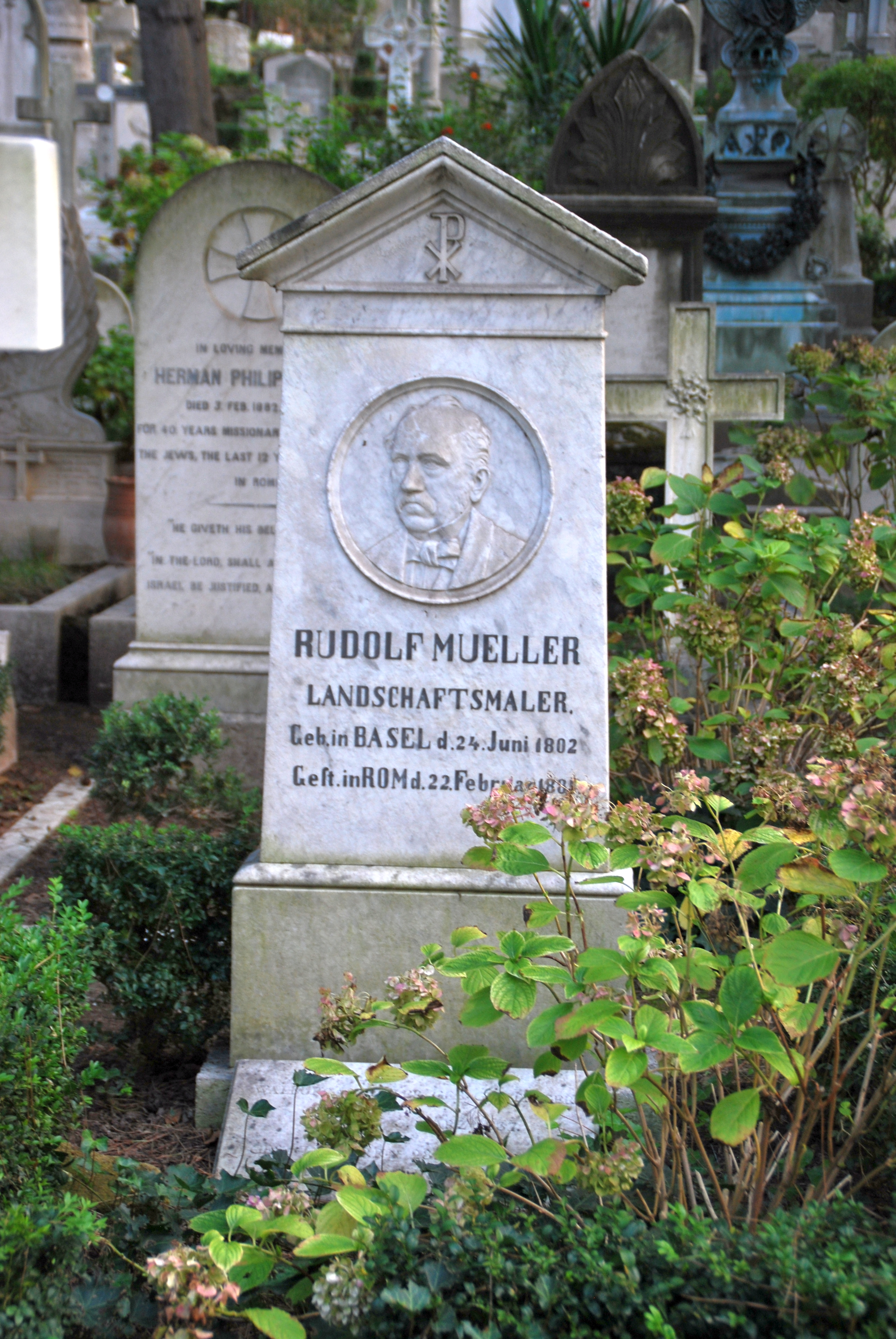
Grab Müllers auf dem Cimitero acattolico.

Mit 15 Jahren verliess Müller zusammen mit seinem Jugendfreund Friedrich Horner Basel, um sich, zunächst in den Alpen vor allem für englische Reisende arbeitend, das nötige Geld zum Leben und zum Reisen zu verdienen. Im Berner Oberland lernten sie eine Familie aus England kennen, von der sie gefördert und zur Weiterausbildung nach Paris gesandt wurden. Wie die meisten jungen Maler jener Zeit zog es auch Müller und Horner nach Italien. Sie reisten 1822 nach Neapel, wo sie 13 Jahre lang wirkten, und zwar so erfolgreich, dass sie vom Stadtrat das Ehrenbürgerrecht erhielten. Von 1838 an lebten die beiden Maler in Rom, das sie während der Revolutions- und Restaurationszeit in den Jahren 1848/9 wegen ausbleibender Aufträge verlassen und nach Basel zurückkehren mussten. Rudolf Müller kehrte nach wenigen Jahren wieder nach Rom zurück, wo er sich 1864 mit der Zürcherin Waldburga Güttinger verheiratete und bis zu seinem Tode am 22. Februar 1885 ansässig blieb. In Rom pflegte er freundschaftlichen Umgang mit anderen Schweizer Künstlern, wie dem Landschaftsmaler Johann Jakob Frey und dem Bildhauer Ferdinand Schlöth.
Sein Grab befindet sich auf dem Cimitero acattolico in Rom.

## Werk

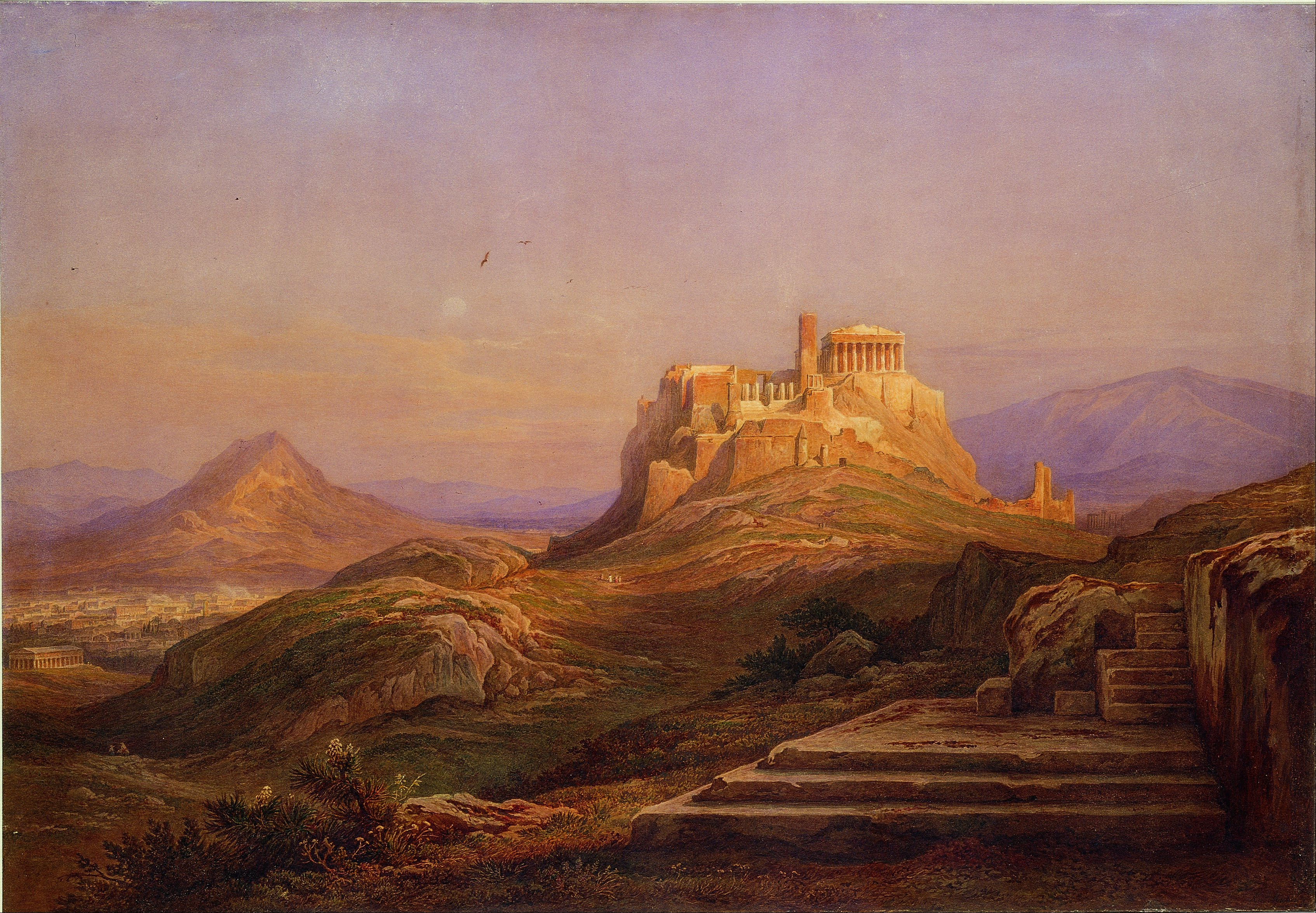
Blick auf die Akropolis von der Pnyx, 1863

Dargestellt hat Rudolf Müller vor allem Landschaften und Monumente Roms und der Campagna sowie die Gegenden in den Albaner- und Sabinerbergen, Neapel und die pittoresken Orte und Küstenlandschaften am Golf von Neapel und an der amalfitanischen Küste bis nach Paestum. Er gehörte zu den ersten Schweizern, die Sizilien und Griechenland bis hin nach Istanbul bereist und dargestellt haben.
Die Werke Rudolf Müllers fanden in erster Linie Käufer aus England und Russland.
Die Schweizer, die auf sich allein gestellt waren und keiner der grossen Schulen in Rom angehörten, hatten es angesichts der grossen Konkurrenz schwer, wie es aus den wenigen Briefen Müllers im Staatsarchiv Basel sowie jenen Jacob Burckhardts hervorgeht, ihre Bilder zu verkaufen. Rudolf Müller verkaufte seine Werke ausser in Rom und Neapel auch bei den damals üblichen Kunstausstellungen in europäischen Hauptstädten.
Die Aquarelle Müllers stehen in der Tradition der Vedutenmalerei, indem sie immer reale und klar bestimmbare Landschaften und Monumente zeigen. Das Künstlerische liegt in der Fähigkeit Müllers, die realen Landschaften ästhetisch zu idealisieren, etwa dadurch, dass zwei verschiedene Blickwinkel auf demselben Bild kombiniert werden und somit die Ansicht bei aller "sachlichen Treue" eben ästhetisch schöner und sozusagen wirkungsvoller erscheint als die Realität.
Was die Technik der Malerei betrifft, gehen Müllers Aquarelle über die Veduten anderer Zeitgenossen hinaus und sind als hochrangige Malerei der Romantik anzusehen: denn einerseits erlaubte ihm die zusammen mit Horner entwickelte Farbtechnik eine eigene, unverwechselbare Farbstimmung auszudrücken. Andererseits wendet Müller besonders in seinem Spätwerk eine stets luftiger werdende "pointillierende" Technik an, die beweist, dass Müller im Gegensatz zu blossen Vedutisten eine eigene künstlerische Entwicklung erlebt hat.